# Komisariat Straży Granicznej „Przerośl”
Komisariat Straży Granicznej „Przerośl” – jednostka organizacyjna Straży Granicznej pełniąca służbę ochronną na granicy polsko-niemieckiej w 1939 roku.

## Formowanie i zmiany organizacyjne
Rozkazem nr 2 z 16 stycznia 1939 roku w sprawie przejęcia odcinka granicy polsko-niemieckiej od Korpusu Ochrony Pogranicza na terenie Mazowieckiego Okręgu Straży Granicznej oraz przekazania Korpusowi Ochrony Pogranicza odcinka granicy na terenie Wschodniomałopolskiego Okręgu Straży Granicznej, komendant Straży Granicznej płk Jan Gorzechowski utworzył na terenie Obwodu Straży Granicznej „Suwałki” komisariat Straży Granicznej „Hańcza” z tymczasową siedzibą w Przerośli. Etat komendy:2 oficerów, 3 szeregowych,1 bryczka, 2 konie, 3 kbk z bagnetem, 3 pistolety.
Rozkazem nr 2 z 16 stycznia 1939 roku w sprawie przejęcia odcinka granicy polsko-niemieckiej od Korpusu Ochrony Pogranicza na terenie Mazowieckiego Okręgu Straży Granicznej oraz przekazania Korpusowi Ochrony Pogranicza odcinka granicy na terenie Wschodniomałopolskiego Okręgu Straży Granicznej, w związku z przekazaniem Korpusowi Ochrony Pogranicza ochrony części granicy południowej Państwa na odcinku między przełęczą Użocką, a stykiem granicy polsko-rumuńsko-czechosłowackiej, komendant Straży Granicznej płk Jan Gorzechowski zarządził likwidację komisariatu Straży Granicznej „Ławoczne”. Nakazał, by z dniem 1 lutego 1939 komisariat „Ławoczne” wraz z placówką II linii i trzema placówkami I linii utworzył komisariat SG „Hańcza” z tymczasową siedzibą w Przerośli i placówki I linii: Przerośl, Prawy Las i Polulkiemie.
Z dniem 1 marca 1939 roku komisariat SG „Hańcza” przemianowano na komisariat „Przerośl” .
W kwietniu 1939 roku rozpoczęto formowanie plutonu wzmocnienia w sile 1 oficer i 60 szeregowych. Pluton przeznaczony był do prowadzenia działań wojennych. Przeszkolony był w niszczeniu przepraw mostowych i blokowaniu przemarszu kolumn wojskowych. Na jego wyposażeniu znajdowało się około 20 min i 40 kg materiałów wybuchowych. Pluton mógł być wykorzystany też do działań patrolowych w rejonie komisariatu, pełnienia dyżurów w komisariacie, ochrony obiektów, w tym magazynów amunicji i materiałów wybuchowych w rejonie komisariatu . Na krótko przed wybuchem wojny komisariat zostały dodatkowo wzmocnione oddziałami Przysposobienia Wojskowego. Na czas wojny komisariat miał współdziałać z 3 szwadronem 2 pułku ułanów grochowskich i osłaniać przeprawy przez Czarną Hańczę . W przypadku silnego naporu wojsk niemieckich komisariat miał stawiać opór i niszcząc przeprawy wycofać się na wzgórza Chmielówka i tam przejść pod bezpośrednie rozkazy dowódcy 2 szwadronu 3 pułku szwoleżerów. W przypadku silnego naporu wojsk niemieckich, południowe placówki komisariatu miały wycofać się w rejon Pawłówki i bronić przeprawy przez Czarną Hańczę, a północne miały wycofać się w rejon wsi Sidory i tam podporządkować się dowódcy jednego ze szwadronów 2 pułku ułanów. W przypadku dalszego naporu nieprzyjaciela, komisariat miał wycofać się w rejon Płociczna. W tym rejonie oddziały Straży Granicznej miały zostać wzmocnione plutonami leśnymi, zorganizowanymi z pracowników leśnictw i straży leśnej .

## Komenda komisariatu
| Kierownicy/komendanci komisariatu | Kierownicy/komendanci komisariatu | Kierownicy/komendanci komisariatu | Kierownicy/komendanci komisariatu |
| stopień                           | imię i nazwisko                   | okres pełnienia służby            | kolejne stanowisko                |
| --------------------------------- | --------------------------------- | --------------------------------- | --------------------------------- |
| aspirant                          | Józef Janocha                     | 28 I 1939 – VI 1939               | oficer wywiadu MOSG               |
| podkomisarz                       | Jan Sierosławski                  | 10 VI 1939 – 23 VIII 1939         |                                   |
| Zastępcy komendantów komisariatu  |                                   |                                   |                                   |
| przodownik                        | Teodor Heinze                     | 1 II 1939 – 30 IV 1939            |                                   |
| starszy strażnik podchorąży       | Franciszek Chmaj                  | 1 V 1939                          |                                   |
| starszy strażnik pchor.           | Aleksander Magowski               | 10 VI 1939                        |                                   |

## Struktura organizacyjna
Organizacja komisariatu w 1939:
- komenda − Przerośl
- placówka Straży Granicznej I linii „Polulkiemie”
- placówka Straży Granicznej I linii „Prawy Las”
- placówka Straży Granicznej I linii „Przerośl”
- placówka Straży Granicznej II linii „Hańcza”